# Aland (Altmark)
Aland is een gemeente in de Duitse deelstaat Saksen-Anhalt, en maakt deel uit van de Landkreis Stendal.
Aland telt 1.333 inwoners.

## Geschiedenis
Aland is op 1 januari 2010 ontstaan door de fusie van de toenmalige zelfstandige gemeenten Aulosen, Krüden, Pollitz en Wanzer. De gemeente is vernoemd naar de rivier de Aland, een zijriver van de Elbe.

## Indeling gemeente
De gemeente bestaat uit de volgende Ortsteile:
- Aulosen, sinds 1-1-2010
- Krüden, sinds 1-1-2010
- Pollitz, sinds 1-1-2010
- Scharpenhufe
- Vielbaum, sinds 1950
- Wahrenberg, sinds 1-9-2010
- Wanzer, sinds 1-1-2010

Aland ·
Altmärkische Höhe ·
Altmärkische Wische ·
Arneburg ·
Bismark (Altmark) ·
Eichstedt (Altmark) ·
Goldbeck ·
Hassel ·
Havelberg ·
Hohenberg-Krusemark ·
Iden ·
Kamern ·
Klietz ·
Osterburg (Altmark) ·
Rochau ·
Sandau (Elbe) ·
Schollene ·
Schönhausen (Elbe) ·
Seehausen (Altmark) ·
Stendal ·
Tangerhütte ·
Tangermünde ·
Vinzelberg ·
Werben (Elbe) ·
Wust-Fischbeck ·
Zehrental